# Fußballnationalmannschaft der Republik Kongo (U-20-Männer)
Die U-20-Fußballnationalmannschaft der Republik Kongo ist eine Auswahlmannschaft kongolesischer Fußballspieler. Sie unterliegt der Fédération Congolaise de Football und repräsentiert sie international auf U-20-Ebene, etwa in Freundschaftsspielen gegen die Auswahlmannschaften anderer nationaler Verbände oder bei U-20-Afrikameisterschaften und U-20-Weltmeisterschaften.
Die Mannschaft wurde 2007 Afrikameister und erreichte im gleichen Jahr bei ihrer bislang einzigen WM-Endrundenteilnahme das Achtelfinale.

## Teilnahme an U-20-Weltmeisterschaften
| 1977 | nicht teilgenommen |
| 1979 | nicht teilgenommen |
| 1981 | nicht teilgenommen |
| 1983 | nicht teilgenommen |
| 1985 | nicht teilgenommen |
| 1987 | nicht teilgenommen |
| 1989 | nicht teilgenommen |
| 1991 | nicht teilgenommen |
| 1993 | nicht qualifiziert |
| 1995 | nicht teilgenommen |
| 1997 | nicht qualifiziert |
| 1999 | nicht qualifiziert |
| 2001 | nicht teilgenommen |
| 2003 | nicht teilgenommen |
| 2005 | nicht teilgenommen |
| 2007 | Achtelfinale       |
| 2009 | nicht qualifiziert |
| 2011 | nicht qualifiziert |
| 2013 | nicht qualifiziert |
| 2015 | nicht qualifiziert |
| 2017 | nicht qualifiziert |
| 2019 | nicht qualifiziert |
| 2023 | nicht qualifiziert |

## Teilnahme an U-20-Afrikameisterschaften
| 1979 | nicht teilgenommen |
| 1981 | nicht teilgenommen |
| 1983 | zurückgezogen      |
| 1985 | nicht teilgenommen |
| 1987 | nicht teilgenommen |
| 1989 | nicht teilgenommen |
| 1991 | zurückgezogen      |
| 1993 | nicht qualifiziert |
| 1995 | zurückgezogen      |
| 1997 | nicht qualifiziert |
| 1999 | nicht qualifiziert |
| 2001 | zurückgezogen      |
| 2003 | nicht teilgenommen |
| 2005 | zurückgezogen      |
| 2007 | Sieger             |
| 2009 | nicht qualifiziert |
| 2011 | nicht qualifiziert |
| 2013 | nicht qualifiziert |
| 2015 | Vorrunde           |
| 2017 | nicht qualifiziert |
| 2019 | nicht qualifiziert |
| 2021 | nicht qualifiziert |
| 2023 | Viertelfinale      |